# SICOM Puebla
SICOM, es el organismo público estatal de Radio y Televisión de Puebla. Está integrado por dos estaciones de televisión y una red de estaciones de radio. Produce y transmite programas de contenido educativo, cultural y social en español.

## Historia
Originalmente, surge a principios del 2000, cuyo nombre fue Sistema de Informática y Comunicaciones (SICOM), en lo cual, sería el organismo público del estado de Puebla. En los primeros años, se colocaron talleres de informática en varias ciudades en el estado, después sale al aire la estación de radio en el 105.9 MHz, cuyas siglas son XHCOM-FM y que se localizaba en Cholula, lugar estratégico para la cabecera de la cadena de radio que iba a surgir. A finales de noviembre del 2003, sale al aire el canal de televisión, cuyas siglas son XHPUE-TV en el canal 26.
A mediados del 2011, en el congreso del estado, se decreta la renovación de SICOM, ya que cambia de nombre a Televisión, Radio y Tecnologías Digitales y a partir de Junio del aquel año, inician las renovaciones en la radio y en la televisión, sin embargo, a partir del 31 de diciembre de 2012 se estableció el renombramiento del grupo pasando de Television Radio Tecnologías Digitales a Puebla Comunicaciones. En 2019 después de algunos años como Puebla Comunicaciones, Miguel Barbosa gobernador de Puebla cambia el nombre del organismo público pasando a ser Sistema Estatal de Telecomunicaciones.

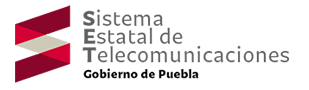
Logotipo del Sistema Estatal de Telecomunicaciones en el año 2021.

En agosto de 2023, retoma su nombre original SICOM, sistema de información y comunicación.

## SICOM Radio
Es un concepto radiofónico cultural y educativo.

### Cobertura
Está integrado por ocho estaciones de radio en el estado de Puebla, lo que representa una cobertura de hasta 90%.
| Frecuencia MHz | Estación  | Nombre          | Ubicación del transmisor        | Potencia kW |
| 95.3           | XHAOP-FM  | Acatlán FM      | Barrio de la Palma              | 2.5         |
| 98.9           | XHCPCM-FM | Huauchinango FM | Colonia El Potro                | 5.5         |
| 107.5          | XHCPCL-FM | Izucar FM       | Prolongación Reforma            | 5.5         |
| 95.9           | XHLIB-FM  | Libres FM       | Colonia Tetela                  | 15.3        |
| 105.9          | XHCOM-FM  | Puebla FM       | Zona Angelopolis                | 10          |
| 93.1           | XHEUH-FM  | Tehuacán FM     | Andador                         | 15          |
| 90.9           | XHTEZ-FM  | Tezuitlán FM    | Antigua Estación de Ferrocarril | 15          |
| 105.3          | XHZTP-FM  | Zacatlán FM     | Luciano Márquez                 | 2.0         |

### Lemas
- SICOM Radio, La otra radio, Otro Enfoque (2008-2010)
- SICOM Radio, La radio del Bicentenario (2010)
- Puebla FM, Siente el amor (2011-2019)
- SET Radio, Donde Puebla se oye (2019-2023)

## SICOM Televisión
Es un concepto televisivo cultural y educativo.

### Cobertura
Está integrada por dos canales de televisión, en Puebla, se transmite en el 26, cuyas siglas son XHPUE-TV y en Zacatlán a través del canal 4, cuyas siglas son XHPZL-TV; lo que representa quizás hasta 50 % de cobertura en el estado. También está disponible en varios sistemas de cable que hay en el estado como Ultravisión, Cablecom, Megacable y otros. Es probable que en un futuro, puedan surgir repetidoras en el estado en que transmitan el canal.

### Lemas
Quizás, sean los mismos lemas de ambos canales, esto es un ejemplo:
- Canal 26, SICOM, Televisión (2003-2005)
- Canal 26, Más que televisión (2005-2008)
- Canal 26, Otro enfoque (2008-2010)
- Canal 26, El canal del Bicentenario (2010)
- Puebla TV (2011)
- SET TV Donde Puebla se ve (2019)

## Puebla Digital
Es un concepto que está disponible con 21 Radio Bases WiMax a lo largo y ancho del Estado, lo cual permitirá conectar a la Red Estatal de Educación, Salud y Gobierno, representando un 70 % de cobertura.

## Conceptos más sobresalientes
Estos son algunos conceptos que se transmiten tanto en la radio, como en la televisión, las cuales son:
- Puebla Noticias: Es un espacio informativo que se encarga del acontecer en el estado de Puebla y que las noticias salen en la web a través de las redes sociales como en Facebook, Twitter y YouTube y en la página web que es www.pueblanoticias.mx ya que se actualiza en cada momento. Se transmite de lunes a viernes por la radio en tres emisiones y por la televisión en dos emisiones. En ese concepto, surgen otros programas como "Puebla Debate" que se transmite los miércoles a las 10:00 PM en la televisión. Anteriormente, se llamaba el concepto como "SICOM noticias".

- Puebla deportes: es un programa en que se encarga del acontecer deportivo en el estado de Puebla y más en equipos con mayor interés como Lobos de la BUAP, La Franja, Aztecas, Pericos de Puebla y otros. Anteriormente, se llamaba "Amateur", puesto a que nunca llevó el nombre de SICOM Deportes.

- Puebla Entretenimiento: quizás, sea un nuevo concepto en ese medio, actualmente es un concepto que está en Puebla Noticias y Vive Mejor pero en un futuro, pueda ser un programa que se encarga del acontecer del espectáculo que hay en Puebla. Algunos programas relacionados son en la radio "Planete Radio", en lo cual, se encarga de transmitir música sonidera y en la televisión el programa "Vive Mejor" y "El Fusil", en lo cual, se encarga de transmitir música de Ska. Anteriormente, no había tomado en cuenta este concepto, pero existía un programa que se transmitió por televisión y se llamó "BackStage".

- Puebla Niños: es un concepto en lo cual, está dedicado para los niños. Consiste en programas para los niños como "El Callejón", "Atmósfera Cero" y algunas caricaturas que se transmite en el canal.